# Getk
Getk ou Getq (en arménien Գետք ) est une communauté rurale du marz de Shirak en Arménie. En 2008, elle compte 597 habitants.